# Huaca Puente Inca
Huaca Puente Inca es un sitio arqueológico ubicado en el distrito de San Martín de Porres, en la ciudad de Lima, capital del Perú.  Pertenece al Intermedio Tardío, y está delimitado por muros de tapia.  Además, el Ministerio de Cultura reconoce a esta huaca como un monumento arqueológico intangible y a su vez se encarga de preservarlo; sin embargo, este centro arqueológico se encuentra en un estado de abandono y lamentablemente se encuentra dañado.

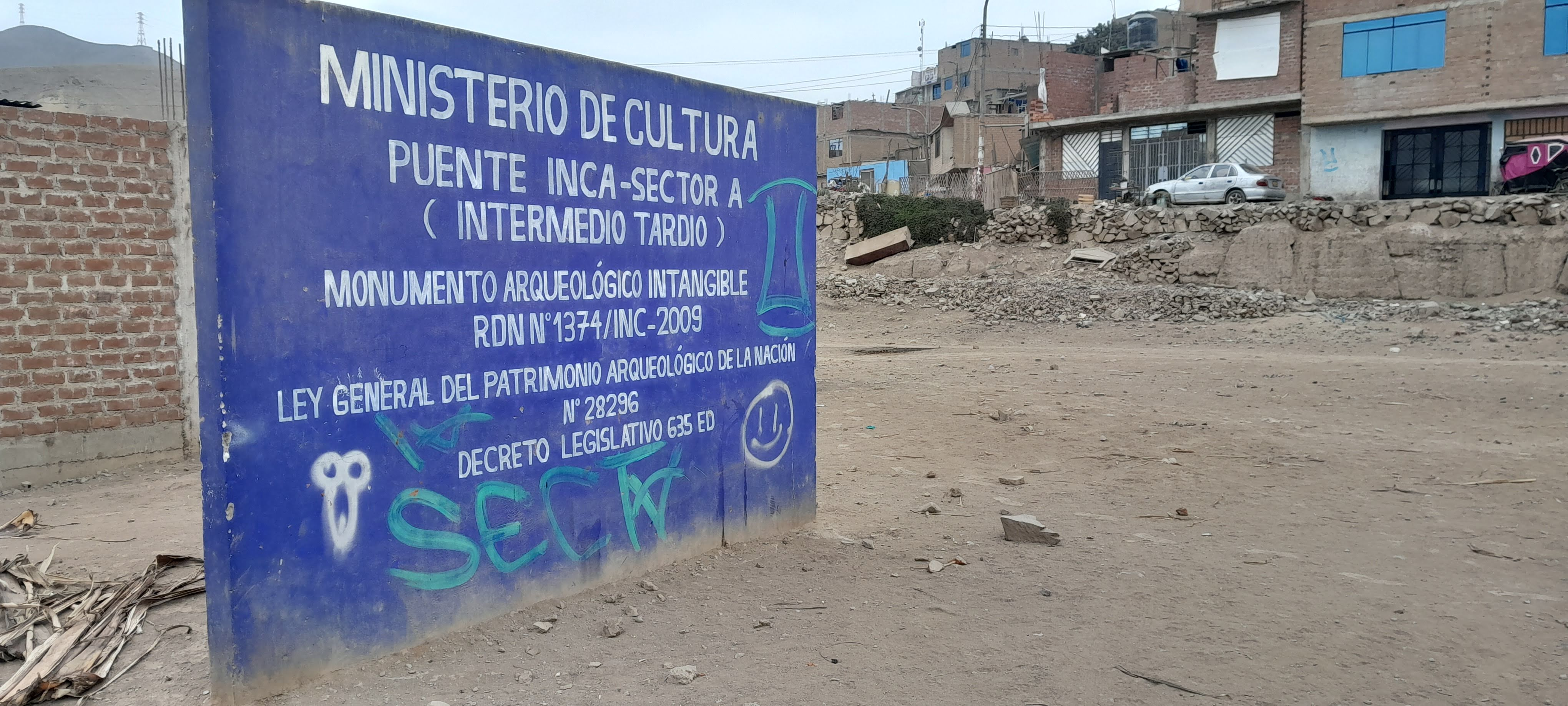
El letrero del Ministerio de Cultura ubicado en el Puente Inca - Sector A, 2022.

## Ubicación geográfica y sectorización
El sitio arqueológico huaca Puente Inca se encuentra en la ciudad de Lima, en San Martín de Porres, exactamente en Santa Cruz, en la ex hacienda Chuquitanta. Esta huaca tiene un área de 0.6991 hectáreas y se encuentra dividido en dos sectores: A y B.
En el Sector A se agrupa una mayor cantidad de área arqueológica, en esta área encontramos construcciones de muros de tapia. Además, en este sector se ubica el letrero del Ministerio de Cultura donde se indica la normativa que declara zona arqueológica intangible al Puente Inca.
El Sector B es el sector de menor dimensión, este es un camino delimitado en ambos lados por muros de tapia. Estos muros formaban parte de un camino prehispánico en Chuquitanta, que conectaba la huaca El Paraíso y Oquendo.
|          | Área (m2) | Área (ha) | Perímetro (m) |
| -------- | --------- | --------- | ------------- |
| Sector A | 6,163.31  | 0.6163    | 535.45        |
| Sector B | 827.65    | 0.0828    | 115.76        |

|          | UTM Este    | UTM Norte    |
| -------- | ----------- | ------------ |
| Sector A | 271995.8645 | 8678426.6536 |
| Sector B | 272039.8064 | 8678426.6021 |

## Línea de tiempo

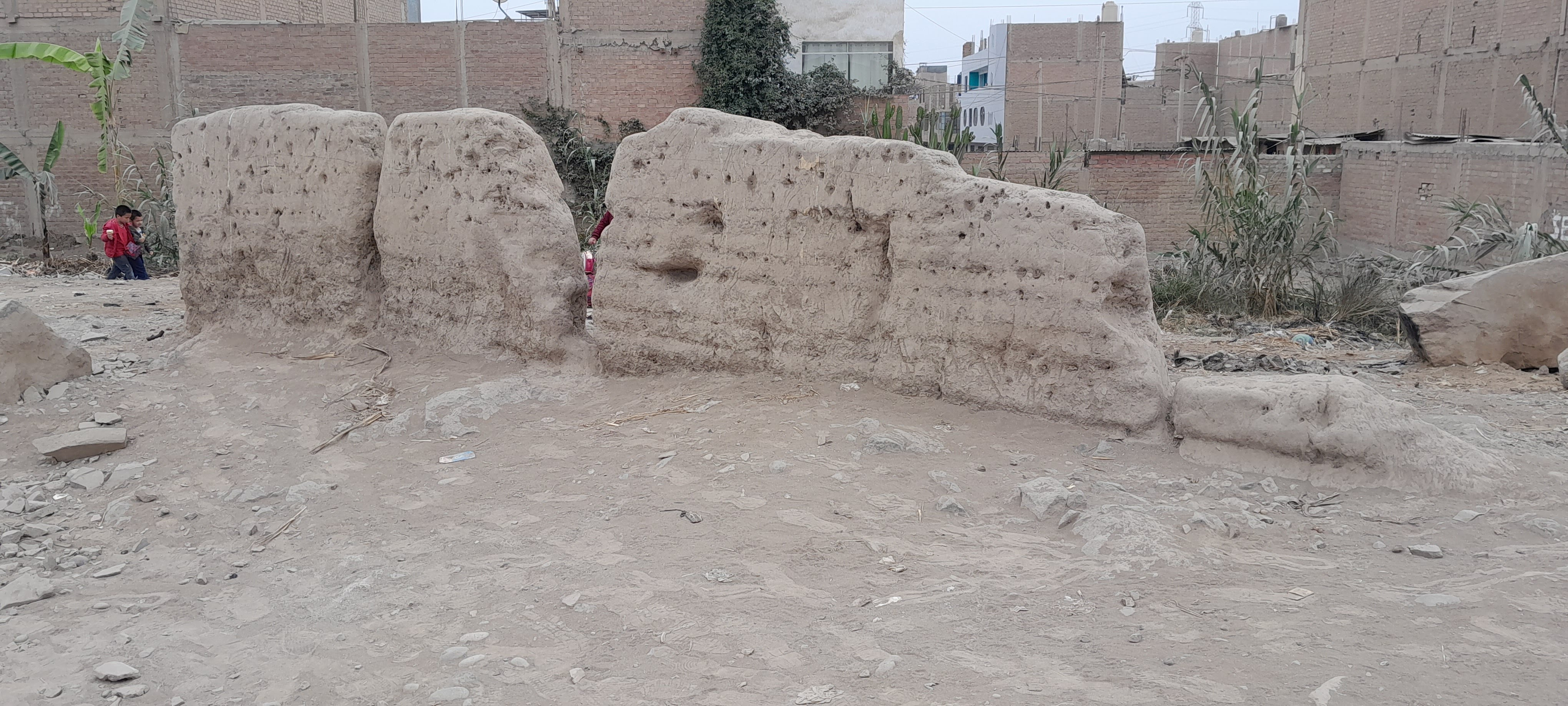
Sitio arqueológico Puente Inca, SMP. (2022)

La construcción de la huaca Puente Inca sector A y B, según información de Ministerio de Cultura, se dio en el año 1100 d. C., fecha que pertenece al periodo Intermedio Tardío. Sería en esta fecha cuando los pobladores del señorío de Collique hicieron dicha construcción, la cual continuo durante el periodo de las Culturas Regionales (1200 - 1430), hasta la llegada de los Incas (1430 - 1532). Ya en 1987 el Instituto Nacional de Cultura toma posesión de este centro arqueológico, pero no es hasta el 2009 que se declara Patrimonio cultural de la Nación.

## Funcionalidad del Puente Inca
Durante el intermedio tardío en el valle del Chillón, el sitio arqueológico de Aznapuquio estaba asociado a una red de caminos, que se usó durante este periodo. Esta red de caminos lo interconectaban directamente con otros asentamientos que servían para la distribución económica durante el intermedio tardío, entre esos asentamientos tenemos al Puente Inca A y B. Julio C. Tello, sostiene que esta ruta unía Pachacamac y Ancón, pasando por las inmediaciones de Aznapuquio y se prolongaba hasta Puente Inca y Tambo Inca. La importancia de los asentamientos en Puente Inca estaba en que desde este punto se podía mantener un control de la circulación entre ambas riberas del río Chillón.

## Depredación
A pesar de la Resolución Directoral Nacional n°1374/INC, del entonces Instituto Nacional de Cultura, el sitio arqueológico se encuentra en un estado total de abandono, es así como, se puede observar que varios de los muros de tapia se encuentran dañados y existen vividas dentro del mismo centro arqueológico.

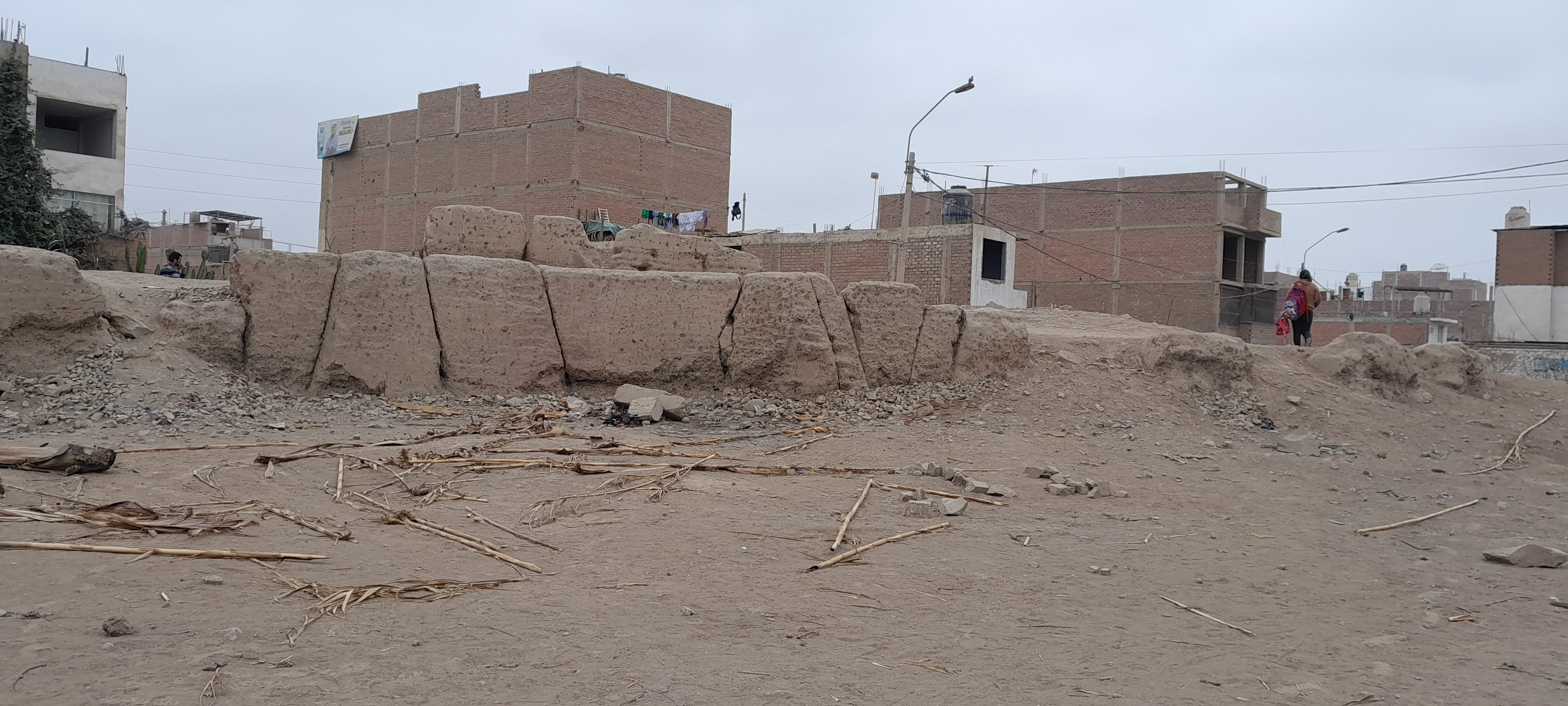
Monumento arqueológico Puente Inca - Sector A

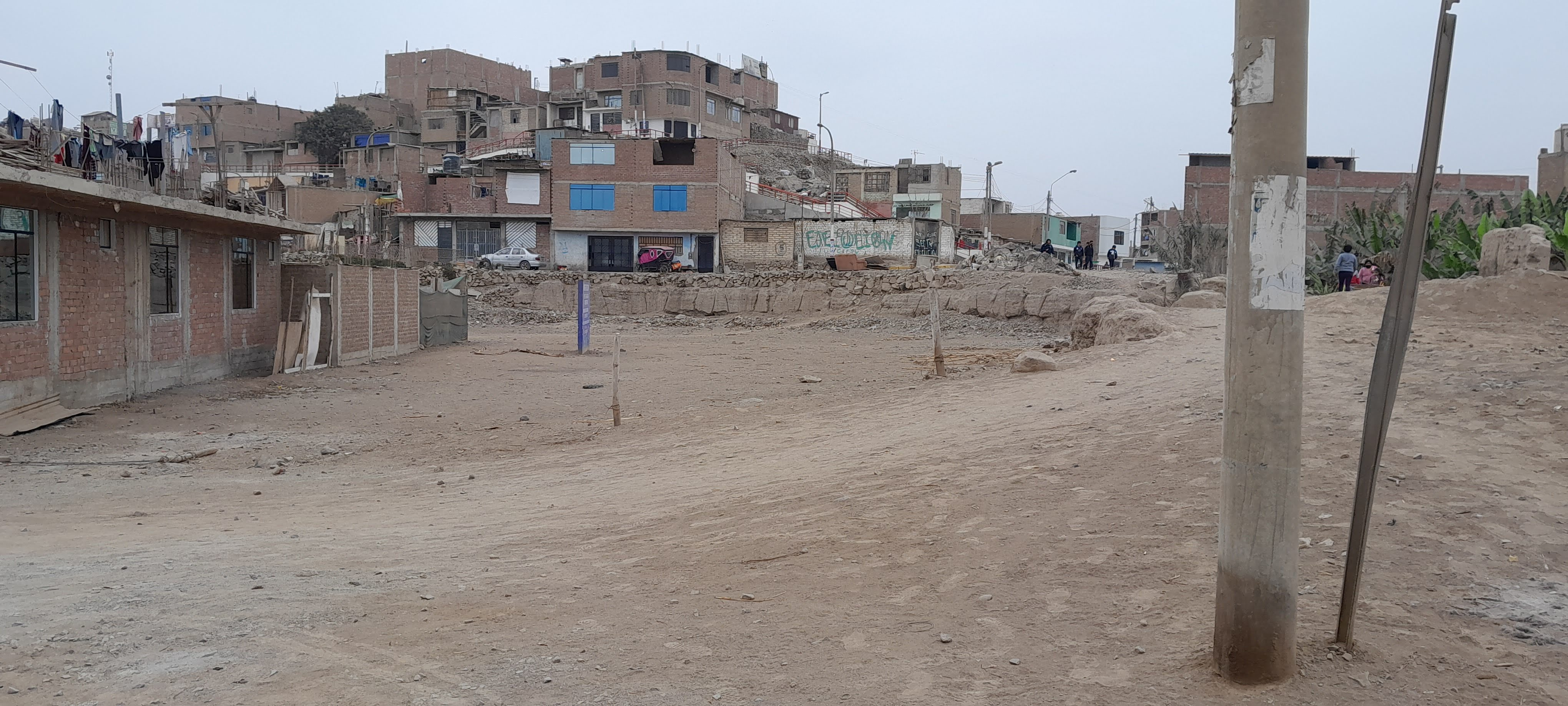
Vista general de Puente Inca - Sector A

## Galería de fotos

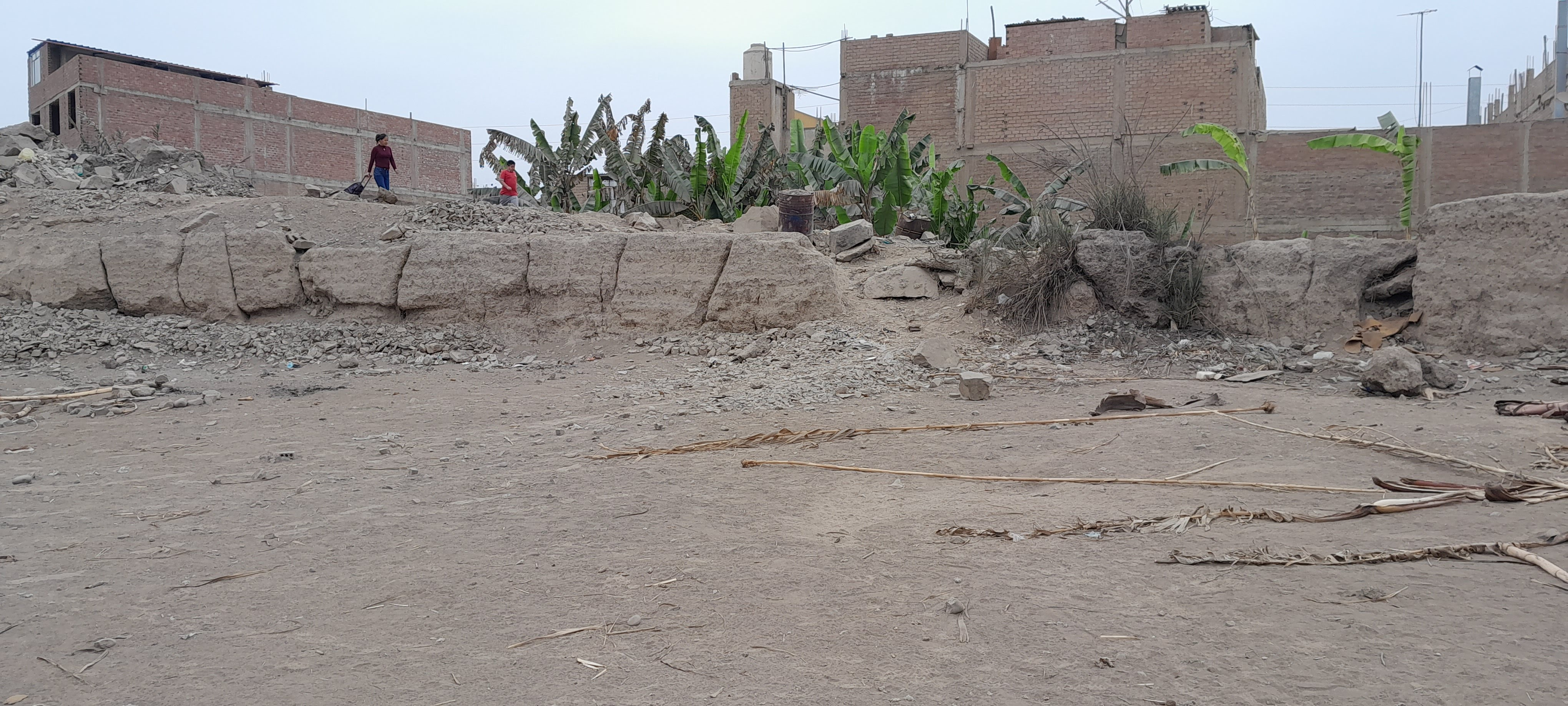
Archivo:Muros_Puente_Inca_-_Sector_A.jpgMuros de tapia en huaca Puente Inca - Sector A
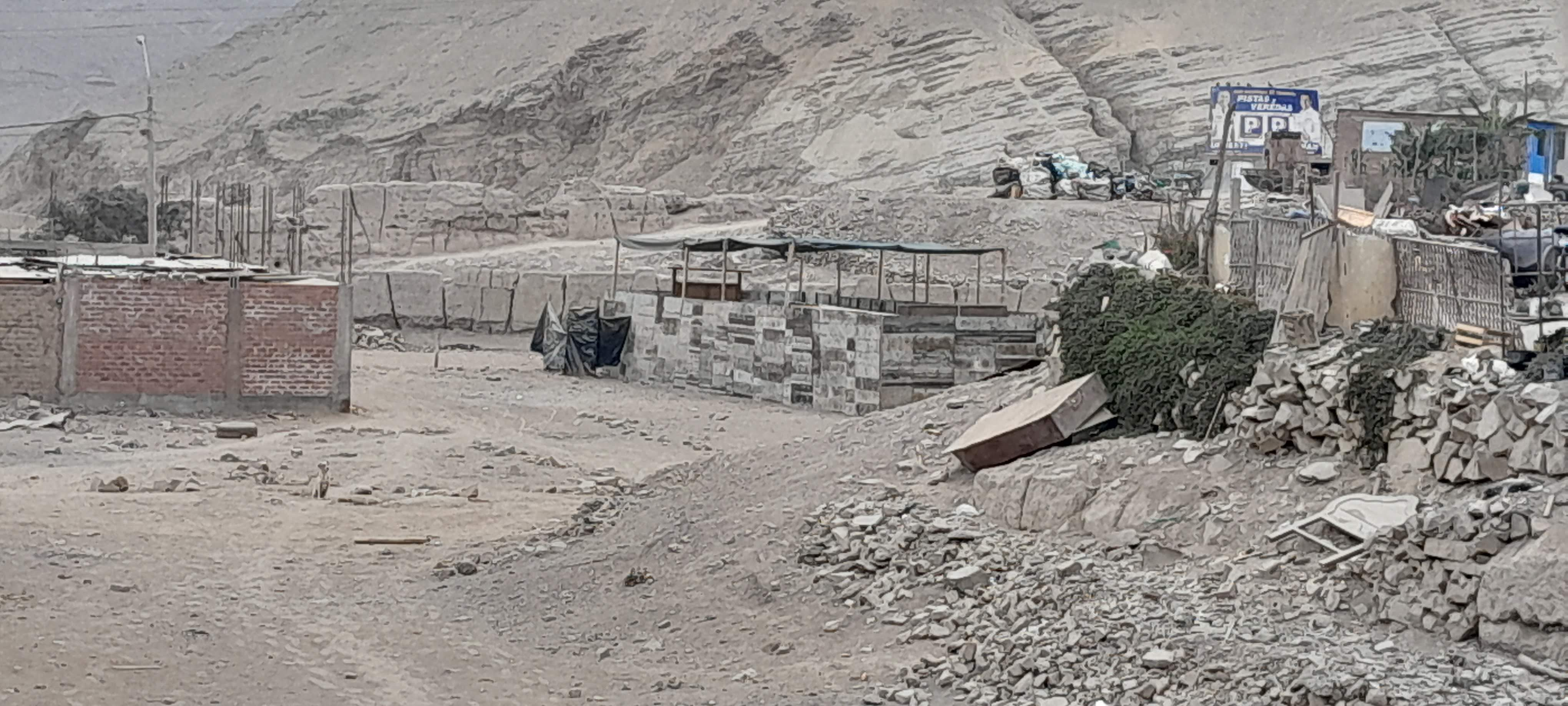
Archivo:Sitio_arqueológico_en_SMP.jpgPuente Inca Sector A - San Martín de Porres
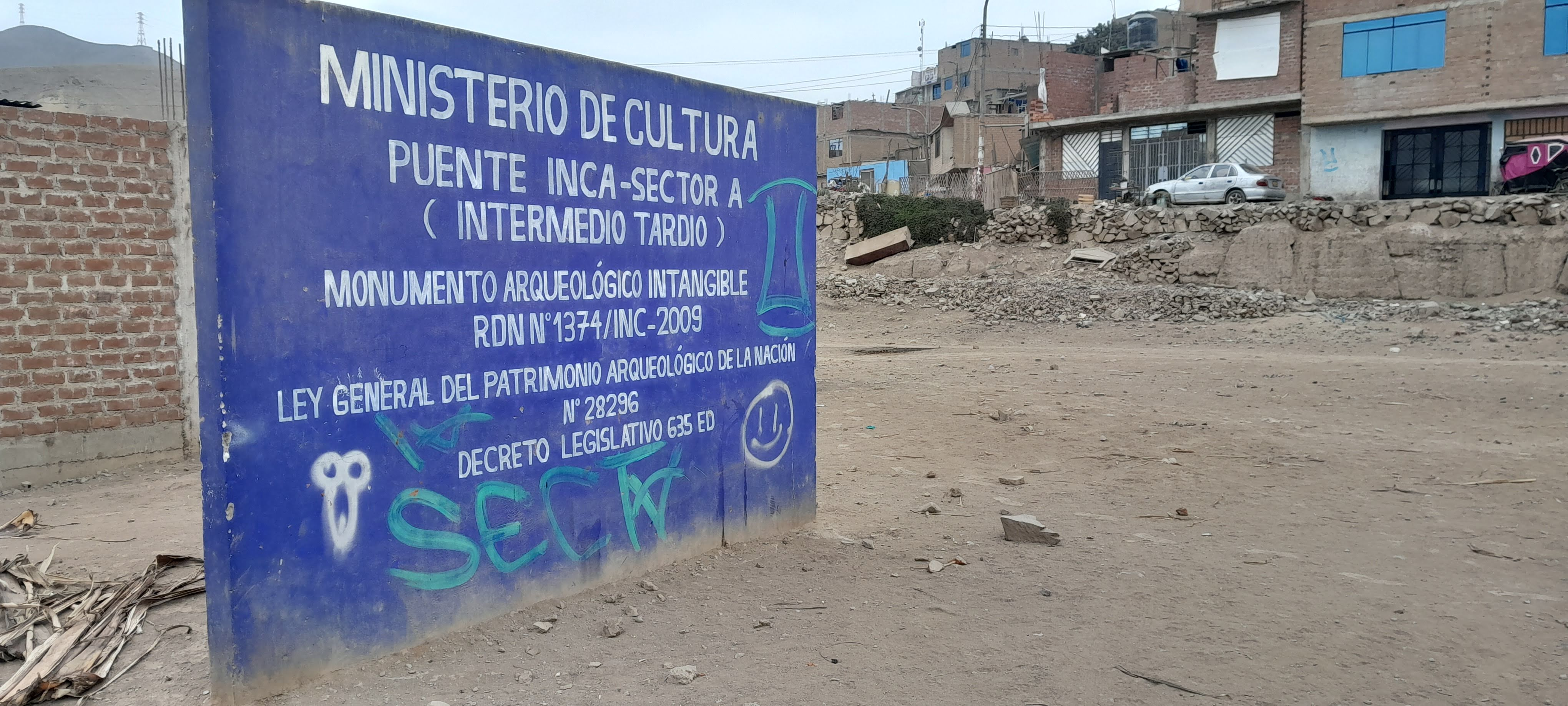
Archivo:Letrero_de_zona_intangible_-_Puente_Inca_Sector_A.jpgLetrero de MINCUL indicado que el Puente Inca es un monumento arqueológico intangible.
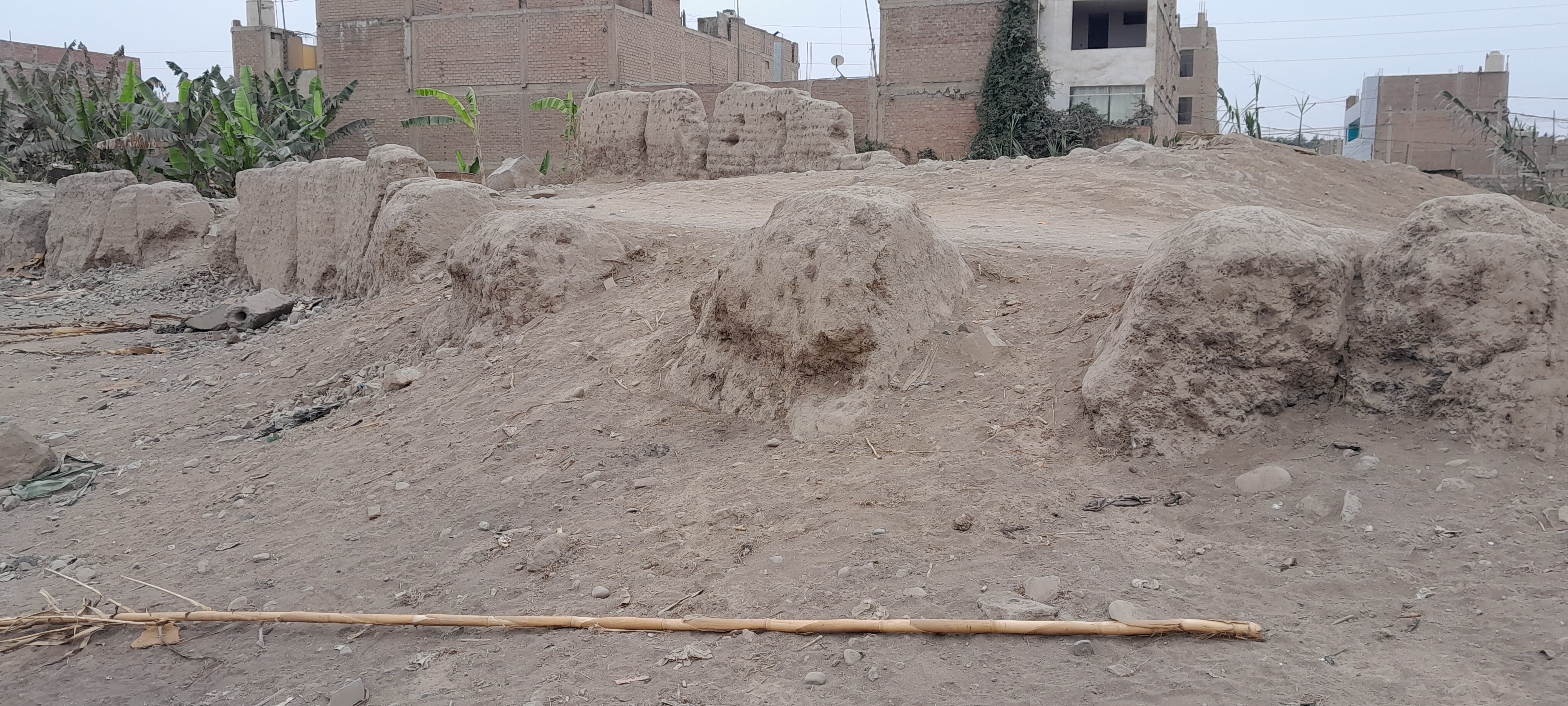
Archivo:Muros_del_Puente_Inca_dañados.jpgMuros de tapias dañados